# Asturi (mestre dels soldats)
Flavi Asturi o Asturi (fl. 441–449) va ser un general i polític de l'Imperi Romà d'Occident.

## Biografia
Asturi era el sogre de Merobaudes i pertanyia a una família aristocràtica.
Va fer carrera militar, entre el 441 i el 443 es té constància com a dux o magister utriusque militiae. El 441 va ser a la Tarraconense (Hispania), on va derrotar els bagaudes. El 443 va ser succeït pel seu gendre Merobaudes.
Va ser nomenat cònsol l'any 449, juntament amb Florentí Protògen. Al començament del seu mandat era a la Gàl·lia (probablement a la capital de la prefectura del pretori, Arelate), i Niceci va pronunciar un panegíric en honor seu.
Un díptic consular produït per Asturi el 449 es conserva a Lieja. El díptic mostra Asturi assegut en una cadira curul amb insignes consulars completes i la inscripció Flavius Astyrius vir clarissimus et inlustris comes ex magistro utriusque miliciae consul ordinarius.